# Paulchoffatiidae
Paulchoffatiidés
Famille
Les Paulchoffatiidae (les Paulchoffatiidés en français) sont une famille fossile de mammifères qui vivaient principalement au cours de la période du Jurassique supérieur, bien que quelques genres soient connus du Crétacé inférieur. Des fossiles ont été signalés en Europe (Portugal, Espagne, Allemagne et Angleterre). Les Paulchoffatiidae sont rattachés à l'ordre des Multituberculata dont ils sont des représentants relativement précoces.

## Historique
La famille a été nommée en 1969 par le paléontologue allemand Hahn (de). Son nom a été choisi en l'honneur du géologue helvético-portugais Léon Paul Choffat (en) (1849-1919).
Jusqu'à présent, le site fossilifère le plus productif pour les Paulchoffatiidés est Guimarota, au Portugal. Les restes fossiles qui y ont été trouvés sont généralement diagnostiqués sur la base des mâchoires inférieures ou supérieures. Dans un seul cas, celui de Kuehneodon, il a été possible de faire correspondre les deux. Certaines des mâchoires inférieures représentent probablement les mêmes animaux que certaines des mâchoires supérieures, de sorte que la diversité des Paulchoffatiidés est très probablement exagérée. Le site étant aujourd'hui une mine de charbon inondée et désaffectée, de nouvelles fouilles sont très peu probables. Cependant, d'autres emplacements pourraient encore apporter plus de précisions.
Les Paulchoffatiidés ont été classés en deux sous-familles et quelques autres genres.
Rugosodon du Jurassique moyen de Chine, connu grâce à un squelette presque complet, était autrefois attribué à cette famille, mais est désormais rattaché directement à l'ordre des Multituberculata,.

## Liste des sous-familles et genres
Selon Paleobiology Database (11 novembre 2024) :
- Sous-famille des Kuehneodontinae Hahn, 1971
  - †Kuehneodon Hahn, 1969
- Sous-famille des  Paulchoffatiinae Hahn, 1971
  - †Bathmochoffatia Hahn & Hahn, 1998
  - †Guimarotodon Hahn, 1969
  - †Kielanodon Hahn, 1987
  - †Meketibolodon Hahn, 1993
  - †Plesiochoffatia Hahn & Hahn, 1999
  - †Pseudobolodon Hahn, 1977
  - †Renatodon Hahn, 2001
  - †Xenachoffatia Hahn & Hahn, 1998
- Genres non rattachés à une sous-famille :
  - †Cimbriodon Martin et al., 2019
  - †Galveodon Hahn & Hahn, 1992
  - †Henkelodon Hahn, 1977
  - †Meketichoffatia Hahn, 1993
  - †Paulchoffatia Kühne, 1961
  - †Sunnyodon Kielan-Jaworowska & Ensom, 1992

## Systématique
Le nom valide de ce taxon est †Paulchoffatiidae Hahn (de), 1969.